# Thiania pulcherrima
Thiania pulcherrima là một loài nhện trong họ Salticidae.
Loài này thuộc chi Thiania. Thiania pulcherrima được Carl Ludwig Koch miêu tả năm 1846.